# 北極狐 (品牌)
Fjällräven（瑞典語發音：[ˈfjɛ̂lːˌrɛːvɛn]）是一家瑞典公司，主要生產戶外服裝和戶外裝備。其母公司是在瑞典擁有悠久歷史的 Fenix Outdoor AB。
Fjällräven中文解作北極狐。1950年，14歲的 Åke Nordin 因为一次户外活动发现当时的背包不是很舒适，从而尝试改善背包结构。这个改良的背包就是  Fjällräven 公司的开始。10年後，Åke Nordin 在1960年創立 Fjällräven，其開發的戶外裝備，使更多的人更容易親近自然。

## 註解
1. ↑  . Fjällräven.   [2012-03-22]. （原始内容存档于2012-03-18）.